# Делеђхази језера
Делеђхази језера (мађ. Délegyházi-tavak), су језера поред града Делеђхаза у жупанији Пешта у Мађарској.
Језера су настала приликом јамских ископавања природних ресурса у околини Будимпеште, она и даље постоје, па се језеро на овај начин и даље шири.
Језеро је стециште пецароша а постоје и нудистички кампови.